# 뉴햄프셔 식민지
뉴햄프셔 식민지(Province of New Hampshire )는 1691년 10월 7일부터 1783년까지 현재 미국 뉴햄프셔의 영역에 존재한 북아메리카 영국 왕실령 식민지이다. 그 공인은 1692년 5월 14일 잉글랜드 왕국과 스코틀랜드 왕국의 공동 군주가 된 윌리엄과 메리가 매사추세츠만 식민지와 동시에 법제화시켰다. 두 식민지도 매사추세츠만 식민지의 일부였다. 뉴햄프셔 식민지는 뉴펀들랜드의 주지사 존 메이슨이 잉글랜드 남부 햄프셔 주를 이름지었다. 이 식민지는 1741년까지 총독이 없었지만 이후 베닝 웬트워스가 지명되었다. 이후 뉴햄프셔에 공인된 땅의 상당수가 버몬트주가 되었다.

## 역사
원래는 롱 하우스(어묵형 주거)의 큰 마을에 사는 인디언 부족 아베나키 족의 영토였다. 그들은 계절에 따라 마을 근처에 머물며 어로, 식물 채집, 설탕 절임 제작 및 교역을 하거나, 이웃 부족과 전투 혹은 근처의 조류 사냥이나 사냥터로 향했다. 이후에는 담배도 재배하고 이른바 ‘세자매’ 옥수수, 콩류 및 스쿼시(호박)를 재배하였다. 해안부는 17세기 초 사무엘 드 샹플랭나 존 스미스를 포함한 영국과 프랑스 원정대가 탐사를 진행했다.
1622년 존 매이슨과 페르디난도 조지스 경에게 토지 인가가 난 후 오늘 날의 뉴햄프셔와 매인 주의 서부에 해당하는 메리맥 강과 사가다혹 강 사이에 영국인 영구 장착촌이 건설되었다. 데이비드 톰슨, 에드워드 힐튼, 토마스 힐튼과 같은 초기 지도자들은 1623년 뉴햄프셔 해안을 따라 정착을 했고, 결국 피스타카구아 강 해안을 따라 확장을 했다. 이들 정착민 대부분은 어업을 통해 수입을 얻고자 하였다. 뉴잉글랜드에 한번도 와보지 않았던 매이슨과 조지스는 1629년 피카타쿠아 강을 경계로 그들의 자산을 분할하였다. 매이슨은 피카타쿠아 강과 메리맥 강 사이의 땅을 가졌고, 잉글랜드의 햄프셔 지방을 따서, ‘뉴햄프셔’라고 명명했다.
1691년 이전, ‘뉴햄프셔 식민지’는 1623년에서 1680년의 날짜가 몇 영국에서 허가한 인가의 산물이었다. 뉴햄프셔 식민지 역사의 대부분 보스턴에 본사를 둔 매사추세츠만 식민지로부터 통치를 받았다.
1631년, 토마스 위긴 선장이 뉴햄프셔 어퍼 플랜테이션 식민지의 초대 지사로 임명되었다. 이곳은 현재의 도버, 더럼 및 스트럿 햄으로 구성되어 있었다. 다른 정착촌인 리틀 하버, 도버, 포츠머스와 엑서터가 세워졌다. 이주민을 보내 어업 식민지를 건설하고 싶었던 존 메이슨이 데이비드 톰슨, 에드워드 힐튼과 토마스 힐튼을 파견했다. 그들은 도버시나 리틀 하버 시티를 설립했다. 엑서터의 정착촌은 1638년에 앤 허치슨의 제자 존 휠라이트에 의해 설립되었다. 이 마을은 1639년에 통합되어, 1641년에 매사추세츠만 식민지와 합병하기로 합의했다.
1680년 1월 1일, 뉴햄프셔는 매사추세츠에서 분리되어 다른 정부의 식민지가 되었다. 1688년에 매사추세츠와 다시 통합되어 1691년에 마지막으로 분리된 이 시점에서 뉴햄프셔 식민지가 되었다.